# 襯裙

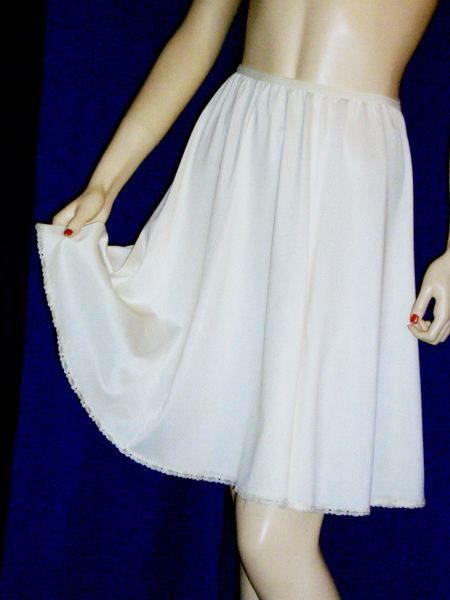
现代衬裙

襯裙為女性的衣著，尤其是作为內衣穿在裙子內，以避免因裙子的材質過薄而顯出內褲。
襯裙分隔開衣服和腰部（而不像無袖寬鬆內衣）。通常情况下，衬裙比穿在外面的裙子短5到10厘米，从而使衬裙裙裾不露出。
许多裙子自带爽滑、防静电的类似衬裙的里层，而不必另穿衬裙。而现今很多女孩以更不易走光的安全裤来替代衬裙。

## 歷史
因戰爭之故，20世紀40年代製造的襯裙幾乎都完全由人造絲製成。20世紀40年代末，市場上開始出現一些尼龍製襯裙，20世紀50年代製造的襯裙則絕大部分都是尼龍製。20世紀60年代，襯裙有了更多的顏色，有時一件襯裙帶有多種顏色。在過去最知名的襯裙品牌有Lorraine、克里斯汀·迪奧、Velrose、Shadowline、Wondermaid、Warner's、Kayser、Maidenform和Van Raalte。